# Туспан-де-Халиско (муниципалитет)
Туспан (исп. Tuxpan) или Туспан-де-Халиско (исп. Tuxpan de Jalisco) — муниципалитет в Мексике, в штате Халиско, с административным центром в одноимённом городе. Численность населения, по данным переписи 2020 года, составила 37 518 человек.

## Общие сведения
Название Tuxpan с языка науатль можно перевести как: место обитания кроликов.
Площадь муниципалитета равна 725,5 км², что составляет 0,9 % от общей площади штата, часть территории расположена на восточном склоне горы Невадо-де-Колима и вулкана Колима, а наиболее высоко расположенное поселение Атенкике находится на высоте 1842 метра. 
Туспан граничит с другими муниципалитетами штата Халиско: на северо-западе с Сан-Габриелем, на севере с Сапотлан-эль-Гранде и Сапотильтиком, на востоке с Текалитланом, на юге с Пиуамо, на западе с Тонилой и Сапотитлан-де-Вадильо, а также на западе граничит с другим штатом Мексики — Колимой.

## Учреждение и состав
Дата образования муниципалитета неизвестна, но указом от 15 мая 1837 года его статус был подтверждён, по данным 2020 года в его состав входит 81 населённый пункт, самые крупные из которых:
| Код INEGI                  | Населённый пункт                                                                              | Численность населения (2005 год) | Численность населения (2010 год) | Численность населения (2020 год) |
| -------------------------- | --------------------------------------------------------------------------------------------- | -------------------------------- | -------------------------------- | -------------------------------- |
| 108                        | Всего                                                                                         | 32462                            | 34182                            | 37518                            |
| 0001                       | Туспан (исп. Tuxpan) 19°33′16″ с. ш. 103°22′20″ з. д. (административный центр)                | 26134                            | 27523                            | 30471                            |
| 0022                       | Ла-Игера (исп. La Higuera) 19°25′23″ с. ш. 103°24′31″ з. д.                                   | 1319                             | 1238                             | 1372                             |
| 0046                       | Сан-Хуан-Эспанатика (исп. San Juan Espanatica (El Pueblito)) 19°29′51″ с. ш. 103°24′06″ з. д. | 803                              | 941                              | 1031                             |
| 0005                       | Атенкике (исп. Atenquique) 19°31′44″ с. ш. 103°26′22″ з. д.                                   | 849                              | 790                              | 744                              |
| 0041                       | Платанар (исп. Platanar) 19°28′54″ с. ш. 103°27′38″ з. д.                                     | 452                              | 457                              | 439                              |
| 0059                       | Вейнтиуно-де-Новьембре (исп. Veintiuno de Noviembre) 19°23′20″ с. ш. 103°23′13″ з. д.         | 368                              | 407                              | 411                              |
| 0362                       | Вейнтиуно-де-Марсо (исп. Veintiuno de Marzo) 19°32′37″ с. ш. 103°22′46″ з. д.                 | —                                | 276                              | 360                              |
| —                          | Прочие                                                                                        | 2537                             | 2550                             | 2690                             |
| Названия на карте Генштаба |                                                                                               |                                  |                                  |                                  |

## Природные ресурсы
Муниципалитет располагает следующими ресурсами:
- 7900 гектар леса, преимущественно состоящие из таких видов деревьев как сосна, дуб, земляничное дерево, орех и пихта;

- минеральные — месторождения железной руды, известняка, мрамора, кварца, кальцита, гипса, магнезита, барита и флюорита.

## Экономическая деятельность
По статистическим данным 2000 года, работоспособное население занято по секторам экономики в следующих пропорциях:
- сельское хозяйство, животноводство и рыбная ловля — 23,7 %;
- промышленность и строительство — 30,2 %;
- торговля, сферы услуг и туризма — 44,5 %;
- безработные — 1,6 %.

## Инфраструктура
По статистическим данным 2020 года, инфраструктура развита следующим образом:
- электрификация: 99,3 %;
- водоснабжение: 98 %;
- водоотведение: 99,5 %.